# Live & Indestructible
Live & Indestructible è il primo EP pubblicato dall'alternative metal band statunitense Disturbed. Venne pubblicato il 30 settembre 2008 in esclusiva tramite iTunes Store e successivamente, il 7 ottobre, fu distribuito tramite altri negozi online. L'album contiene tre tracce live eseguite durante il primo concerto in diretta sul web dei Disturbed al Deep Rock Drive ed il video musicale del terzo singolo estratto dall'omonimo album, Indestructible. L'EP fu venduto anche nei negozi Hot Topic esclusivamente in formato compact disc, con un'altra copertina. Questa versione contiene anche una canzone extra, Stupify, e non contiene il videoclip di Indestructible.

## Tracce
(tutte le tracce scritte ed eseguite da David Draiman, Dan Donegan, Mike Wengren e John Moyer, accreditati come Disturbed)

### Formato digitale
1. Inside the Fire (Live From Deep Rock Drive) - 3:51
2. Stricken (Live From Deep Rock Drive) - 4:05
3. The Game (Live From Deep Rock Drive) - 3:50
4. Indestructible (video musicale, esclusiva di iTunes) - 4:30

### Compact disc
1. Inside the Fire - 3:53
2. The Game - 3:52
3. Stupify - 4:11
4. Stricken - 4:06

## Formazione
- David Draiman - voce
- Dan Donegan - chitarra elettrica
- Mike Wengren - batteria
- John Moyer - basso elettrico, voce secondaria
- CJ De Villar - missaggio